# Platycleis parnassica
Platycleis parnassica är en insektsart som först beskrevs av Willy Adolf Theodor Ramme 1926.  Platycleis parnassica ingår i släktet Platycleis och familjen vårtbitare. Inga underarter finns listade i Catalogue of Life.